# Abakan
Abakan ou Abacã (em russo, Абака́н) é a capital da república russa da Cacássia, ao sul da Sibéria.
Localiza-se na confluência dos rios Ienissei e Abakan, na mesma latitude aproximada de Hamburgo and Minsk). O censo russo de 2002 registrou população de 165.197, contra 150.000 em 1994 (estimativa). 
Nessa região, em 1675, ergueu-se o forte Abakan (Абаканский острог), também conhecido como Abakansk. Durante o império russo, pertenceu ao guberniya de Ienissei. No período de 1823 a 1931, o povoado era conhecido como Ust-Abakanskoye; de 1914 a 1925, Abakan; de 1925 a 1931, Khakassk. Só em 1931 é que chegou ao status de cidade, já com o nome que tem hoje.
Abacã (junto com Taishet) foi uma estação da ferrovia Abacã—Taishet, e hoje é um importante entroncamento ferroviário.
A cidade tem um porto fluvial, um aeroporto, indústrias, a Universidade do Estado da Cacássia e três teatros, além de um centro comercial produtor de calçados, alimentos e artigos de metal.

## Esporte
A cidade de Abakan é sede do FC Reformatsiya Abakan, que joga no Campeonato Russo de Futebol

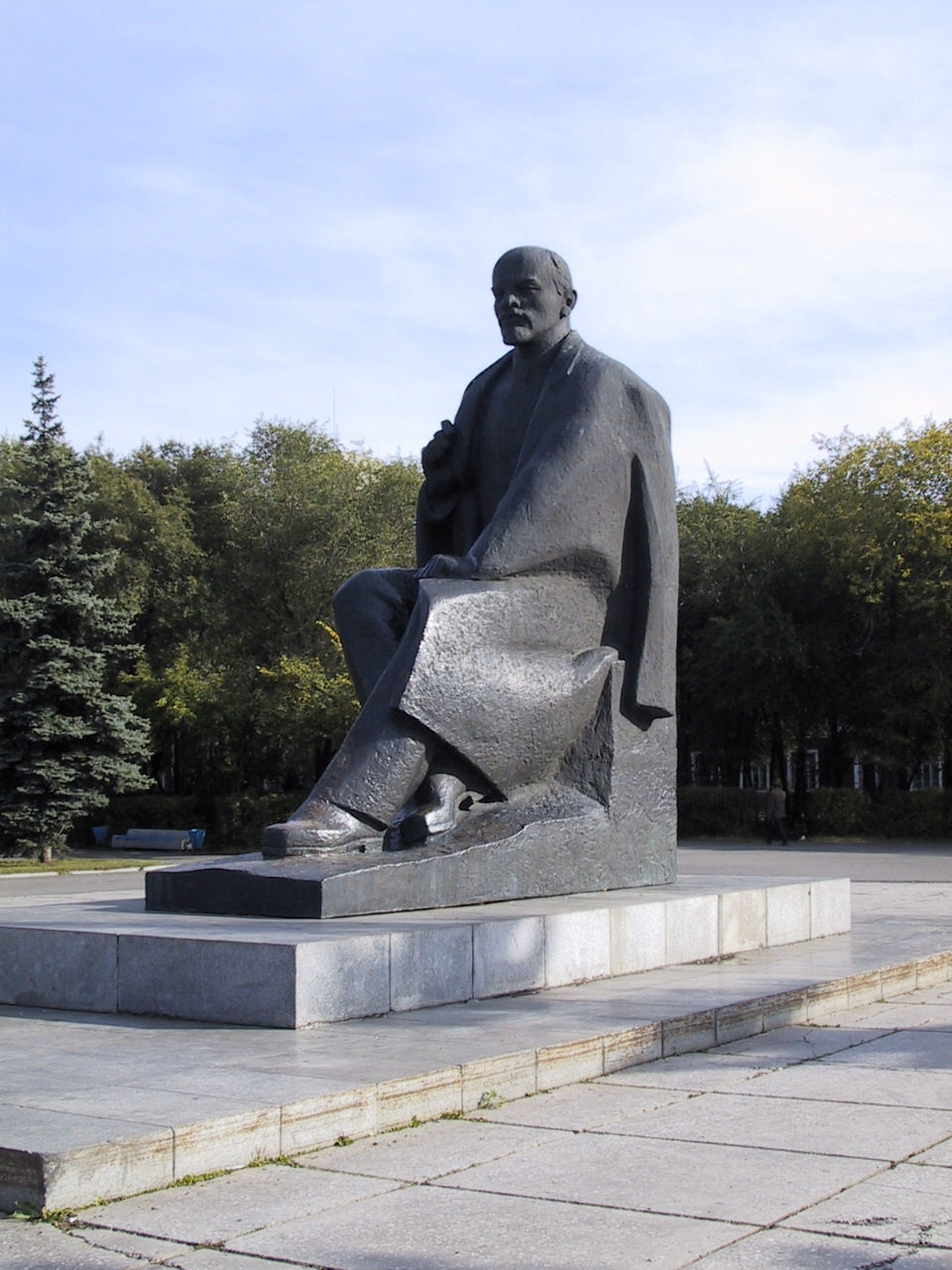
Estátua de Vladimir Lênin em Abacã